# یاسوشی میزوساکی
یاسوشی میزوساکی (انگلیسی: Yasushi Mizusaki؛ زادهٔ ۱۳ ژوئن ۱۹۷۱) بازیکن فوتبال اهل ژاپن است.
از باشگاه‌هایی که در آن بازی کرده‌است می‌توان به باشگاه فوتبال سرزو اوساکا اشاره کرد.